# Джачінто Джиганте
Джачінто Джиганте (італ. Giacinto Gigante; 10 липня 1806, Неаполь — 29 листопада 1876, Неаполь) — італійський художник ХІХ століття, переважно пейзажист.

## Життєпис
Походить з родини провінційного італійського художника Гаетано Джиганте. Батько був його першим педагогом. Надалі опановував художню майстерність у голландського художника Антоніо Пітлоо,, що працював у Неаполі,  акварельну техніку вивчав під керівництвом німецького художника Вільгельма Губера (1787-1871). Пітлоо став засновником так званої школи Позіліппо, що була активною в місті Неаполь та його околицях. Вже 20-річним брав участь у першій Виставці образотворчих мистецтв 1826 року, куди подав чотири картини. 
Серед графічних технік, котрими володів Джачінто Джиганте — літографія. Працював в Римі. Пізніше він перейшов до живопису олійними фарбами. 1837 року помер Антоніо Пітлоо. Джачінто Джиганте повернувся у Неаполь, де підхопив місцеву художню течію і сам стане представником пейзажної школи Позіліппо, як її назвали художні критики. 
Як художник він виборов популярність. Серед його замовників — аристократи Італії і Російської імперії, королівська родина Бурбонів. З 1855 року почав активно практикувати акварельний живопис, розробивши самостійну її техніку разом із свинцевими білилами. 
Помер у Неаполі 29 листопада 1876 року.
Мав двох братів. Ахілле (1823-1846) та Ерколе Джиганте  (1815-1860) теж були художниками пейзажистами. Рідна сестра братів Джиганте була дружиною іншого італійського художника Ахілле Віанеллі (1803—1894), котрий був почесним професором Художньої академії Неаполя.

## Вибрані твори
- «Узбережжя »
- « Пейзаж », 1832[2]

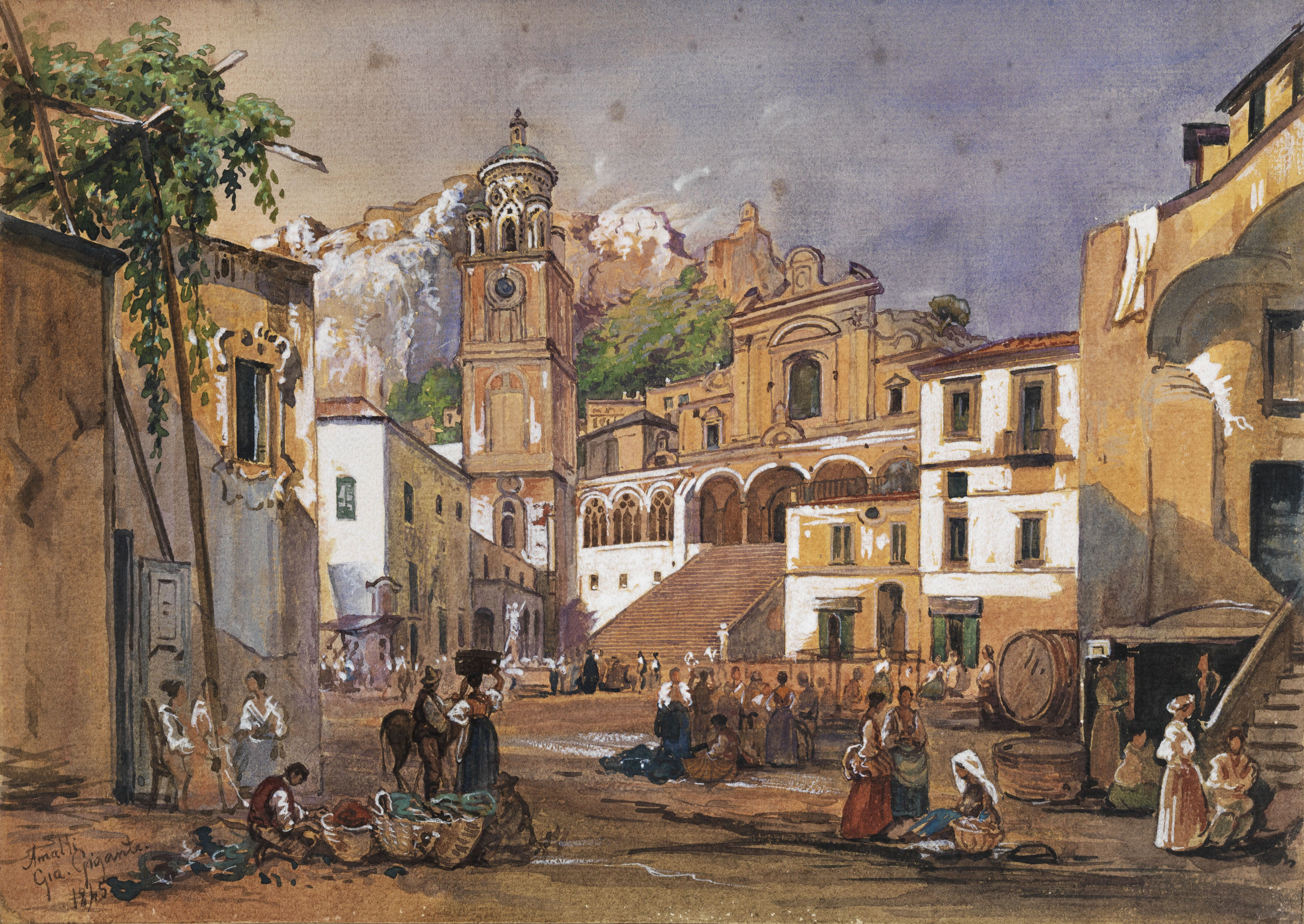
Джачінто Джиганте. «Ринок в Амальфі», 1845 р.

- « Ченці в альтанці на березі моря. Амальфі», 1841
- «Краєвид на околиці Сорренто », 1842[2]
- «Гірський монастир », 1862[2]
- «Морський краєвид у Позіліппо », 1844
- «Неаполітанська затока », 1849 [2]